# Carl Joseph Pratobevera

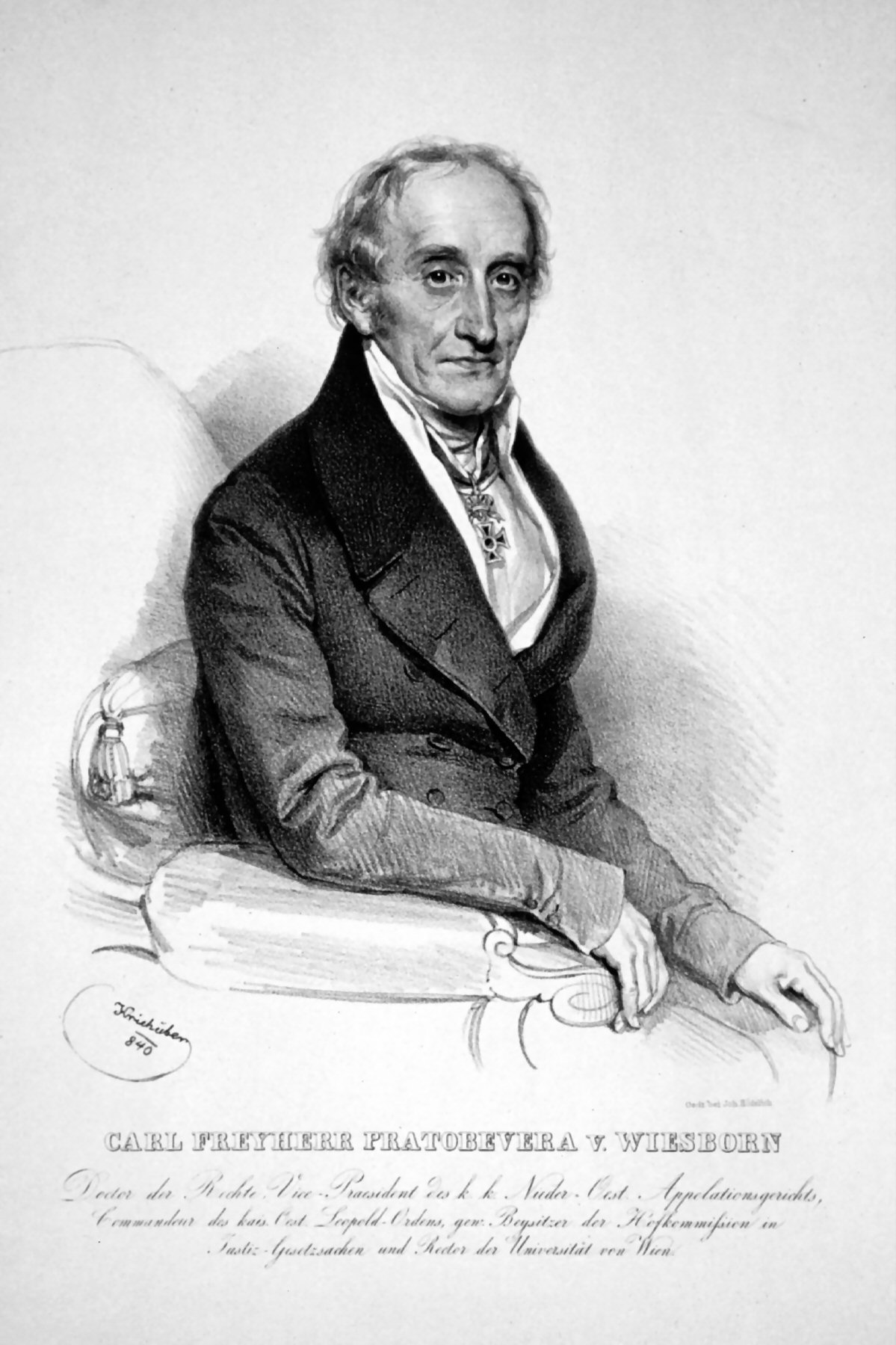
Carl Joseph Probevera, nach einer Lithografie von Josef Kriehuber (1840)

Carl Joseph Pratobevera, seit 26. Juni 1838 Carl Joseph Pratobevera Freiherr von Wiesborn (* 17. Februar 1769 in Bielsko-Biala, Österreichisch-Schlesien; † 6. Dezember 1853 in Wien) war ein österreichischer Jurist.

## Leben

### Familie
Carl Joseph Pratobevera war der Sohn von Carl Anton Pratobevera (1720–1801), der selbst Sohn eines italienischen Wanderhändlers aus der Gegend um Como war, sich 1765 in Bielitz niederließ und ein Spezereyenschäft gründete; seine Mutter Franziska (geb. Urbani) (um 1725–1796), war die Tochter eines nach Ratibor zugewanderten italienischen Gewürzhändlers. Sein Bruder war Joseph von Pratobevera (1776–1820), Kaufmann und Bürgermeister in Bielitz, dessen Sohn Eduard Pratobevera war mit der Kochbuchautorin Katharina Pratobevera verheiratet.
Carl Joseph Pratobevera war seit 1797 in Wien in erster Ehe mit Josepha (1780–1799), Tochter des Advokaten Ignaz Raab verheiratet, die jedoch bereits am 14. März 1799 verstarb. In zweiter Ehe war er seit dem 26. April 1802 in Krakau mit Johanna (1782–1832), Tochter des Bielitzer Fabrikbesitzers Carl Gottlieb Schröter verheiratet; gemeinsam hatten sie neun Kinder, von diesen sind namentlich bekannt:
- Adolph von Pratobevera (* 2. Juni 1806 in Bielitz, † 16. Februar 1875 in Wien), Justizminister;
- Wilhelm von Pratobevera, Dr. med.;
- Moriz von Pratobevera († 10. August 1854), Major;
- Maria von Pratobevera (gest. 1839), verheiratet mit Josef von Bergmann, Regierungsrat und Geschichtsforscher;
- Luise von Pratobevera, verheiratet mit Josef von Bergmann, ehemaliger Schwager;
- Franziska von Pratobevera, verheiratet mit Josef Tremier, Kunstmaler; sie adoptierten die spätere Opernsängerin Marie Wilt.
- Bertha von Pratobevera, verheiratet mit Heinrich Kreissle von Hellborn (1822–1869), Musikschriftsteller[1].

Carl Joseph Pratobevera wurde auf dem Romantikerfriedhof Maria Enzersdorf bestattet.

### Ausbildung
Er besuchte die Elementarschule in Bielitz und lernte bereits als Kind von polnischen Flüchtlingen die polnische Sprache, was sich in seiner späteren Laufbahn als vorteilhaft erwies.
In der Zeit von 1776 bis 1782 besuchte er das Gymnasium in Teschen. Sein Vater sandte Carl Joseph Pratobevera nach dem Schulbesuch nach Wien zu einem Geschäftsfreund, weil er dort die praktische Ausbildung zum Kaufmann erhalten sollte. Er hörte während seines Aufenthaltes an der Universität Wien Vorlesungen zu Logik und Metaphysik bei Joseph Ernst Mayer (1751–1822) und Mathematik bei Georg Ignaz von Metzburg, nachdem sich sein Schwager Dr. Entzendorfer hierfür einsetzte. Er besuchte auch für ein Jahr die kaufmännische Realschule St. Anna in Wien. 1784 kehrte er nach Hause zurück und konnte seinen Vater im Laufe der Zeit überzeugen, eine juristische Laufbahn einschlagen zu dürfen.
Im Herbst 1786 reiste er erneut nach Wien und begann an der dortigen Universität ein Studium der Rechtswissenschaften und hörte Vorlesungen bei Matthias Dannenmayer, Joseph von Sonnenfels, Georg von Scheidlein und weitere. Am 6. Juli 1792 promovierte er mit seiner öffentlichen Dissertation Die Rechte des Staates über Kirchen und geistliche Güter und wurde Mitglied der juristischen Fakultät.

### Werdegang
Am 3. September 1793 legte er bei dem niederösterreichischen Appellationsgericht die Advokatenprüfung ab und erhielt die Berechtigung zum Advokaten, durfte jedoch nur in Österreich unter der Enns tätig sein; im Herbst 1793 eröffnete er seine Advokatenkanzlei in Wien.
Nachdem Österreich 1795 Westgalizien in Besitz genommen hatte, begann die Regierung eine galizische Hofkanzlei einzurichten und suchte für das Appellationsgericht in Krakau Juristen zur Besetzung verschiedener Stellen. Der damalige niederösterreichische Appellationspräsident Graf Alois Ugarte (1749–1817) forderte Carl Joseph auf, sich zu bewerben, worauf er am 29. März 1796 zum Appellationsrat in Krakau ernannt wurde; hierbei waren auch seine polnischen Sprachkenntnisse entscheidend. Bis 1806 erhielt er noch die Stelle eines Kanzleireferenten, des Studiendirektors der juristischen Fakultät und die Stelle des Rektors der Krakauer Universität, dazu war er Beisitzer verschiedener Kommissionen, die unter anderem die Liquidation und Verteilung der Landesschulden berieten, sowie die Regulierung der Emigrationsfreiheit.
1806 wurde er zur Aushilfe in galizischen Geschäften nach Wien berufen und dort am 22. August zum Hofrat bei der obersten Justizstelle befördert. Am 4. April 1807 erfolgte seine Ernennung zum Beisitzer der Hofkommission in Gesetzsachen, dort revidierte er die Schlussfassung des Allgemeinen Bürgerlichen Gesetzbuchs. Zusätzlich erhielt er die Aufgabe, die Sammlung der Justizgesetze, die seit 1796 stockte, wieder aufzunehmen und fortzuführen. 1808 entwarf er die Instruktion für galizischen Kriminalgerichte, so dass diese die Vorschriften der gesetzlichen Prozedur befolgen konnten.
Am 21. September 1814 wurde er als Referent in den Staatsrat berufen, bis er 1817 zum Mitglied des Ausschusses gewählt wurde, dass die Statuten der österreichischen Nationalbank beriet. Am 30. Dezember 1818 wurde er zum Vizepräsidenten des niederösterreichischen Appellationsgerichtes ernannt, worauf er am 31. Dezember 1818 auf eigene Bitte von seiner Stelle im Staatsrat entbunden wurde.
Zusätzlich zu seiner Stelle als Vizepräsident war er Mitglied der Hofkommission in Justizsachen und war dort auch in Spezialkommissionen vertreten, so führte er unter anderem das Präsidium der Kommission, die sich mit der Revision des Strafgesetzbuchs beschäftigte.
1823/1824 war er Rektor der Wiener Universität.
Aufgrund eines Augenleidens wurde er am 27. Februar 1838 von seiner Stellung als Mitglied der Justiz-Hofkommission entbunden. Am 6. März 1841 wurde er in den Ruhestand versetzt.
Nach seiner Pensionierung besuchte er noch mit 76 Jahren die Vorlesungen über Kirchengeschichte, Philosophie und Ästhetik an der Wiener Universität und ließ sich zu Hause Vorlesungen über Physik halten.

### Schriftstellerisches Wirken
Carl Joseph Pratobevera veröffentlichte zahlreiche Aufsätze und Schriften zu juristischen Fragestellungen. Gemeinsam mit Franz von Zeiller, Franz Xaver Nippel von Weyerheim, Thomas Dolliner, Vincenz August Wagner, Conrad von Gärtner und Michael Schuster gab er die erste moderne österreichische juristische Fachzeitschrift Die Materialien für Gesetzkunde und Rechtspflege in den österreichischen Staaten in 8 Bänden heraus. Im Vordergrund standen Berichte über die Spruchpraxis, den Stand und die Entwicklung der österreichischen Gesetzgebung sowie Rezensionen über die inländische und vor allem auch ausländische Rechtsliteratur; später wurde die Publikation mit der Zeitschrift für österreichische Rechtsgelehrsamkeit von Vincenz August Wagner fortgesetzt.

## Ehrungen
- Am 29. April 1829 wurde ihm mit Kabinettsschreiben die Erhebung in den österreichischen Ritterstand mit dem Prädikat von Wiesborn verliehen.
- Er erhielt am 27. Februar 1838 das Kommandeurkreuz des Leopold-Ordens.
- Am 26. Juni 1838 erfolgte seine Erhebung in den Freiherrnstand.
- Die Prager Universität verlieh ihm, anlässlich des 500-jährigen Jubiläums, die Ehrendoktorwürde.
- Er wurde auf der Fakultäts-Ehrentafel der Universität Wien in der juristischen Fakultät aufgenommen.

## Schriften (Auswahl)
- Noch einige Bemerkungen über das jus terrestre Nobilitatis Prussiae correctum zur Aufklärung der alten polnischen Erbfolge des Adels, von einem in dem k. k. Antheile des ehemaligen Polens bei einer Oberbehörde angestellten Rechtsgelehrten. Erschienen in Ernst Ferdinand Klein: Annalen der Gesetzgebung und Rechtsgelehrsamkeit in den preussischen Staaten, Band 23, 1805.
- Nekrolog des obersten Justiz-Präsidenten Grafen Rottenhan. Erschienen in Franz von Zeiller: Jährlicher Beytrag zur Gesetzkunde und Rechtswissenschaft in den oesterreichischen Erbstaaten, 4. Band. 1808. S. 247 f.
- Die Materialien für Gesetzkunde und Rechtspflege in den österreichischen Staaten. Wien 1814–1824. Von Carl Joseph Pratobevera erschienen darin die Aufsätze:
  - Ueber die Grenzlinien zwischen Justiz und politischen Gegenständen. Band 1.
  - Einige Bemerkungen über den Beweis aus dem Zusammentreffen der Umstände, nach den Vorschriften des österreichischen Gesetzbuches über Verbrechen. Band 1.
  - Ideen über den Umfang und die Oekonomie einer allgemeinen bürgerlichen Gerichtsordnung. Band 1.
  - Erörterungen über das elfte Capitel der Gerichtsordnung von dem Beweise überhaupt. Band 2, mit den Fortsetzungen im 3., 4., 5., 7. und 8. Band.
  - Von dem Beweise durch Geständniß, nach dem 12. Capitel der Civil-Gerichtsordnung.
  - Erörterungen über das 13. Capitel der Gerichtsordnung. Vom Beweise durch Urkunden.
  - Ueber das Beweismittel des Eides.
  - Ueber den Beweis durch Zeugen.
  - Ueber den Beweis durch Augenschein und Sachverständige.
  - Etwas über Sammlungen von Rechtssprüchen. Band 5.
  - Versuch einer Erläuterung des §. 1450 des allgemeinen bürgerlichen Gesetzbuches, über Restitutionen im Allgemeinen und die processualischen insbesondere. Band 6.
  - Bruchstücke über einige Grundzüge eines zweckmäßigen Institutes der öffentlichen Bücher. Band 8.
  - Außerdem erschienen von ihm in den Materialien 18 Rechtsfälle, in Auszügen bearbeitet, und zwar sechs Kriminalrechts- und zwölf Zivilrechtsfälle.
- Rechtsfall zur Erläuterung der Anwendung der criminellen Strafe des Meineides. Erschienen in Zeitschrift für österreichische Rechtsgelehrsamkeit, Band 1, 1825, S. 193.
- Civilrechtsfall. Kann das Heirathsgut nach dem §. 1218 a. B. G. B. auch von einem dritten, zur Dotation Nichtverpflichteten mündlich zugesichert werden? Erschienen in: Zeitschrift für österreichische Rechtsgelehrsamkeit, Band 1, 1827, S. 1.